# Gypsochroa subgallica
Gypsochroa subgallica là một loài bướm đêm trong họ Geometridae.